# Al Miller (Musiker)
Al Miller (* um 1900; † nach 1936) war ein US-amerikanischer Bluesmusiker (Gesang, Mandoline, Gitarre, auch Kazoo) der Zwischenkriegsära.

## Leben
Al Miller, über dessen sonstiges Leben wenig bekannt ist, nahm zwischen 1927 und 1936 insgesamt 26 Songs auf. Nach ersten Plattenaufnahmen im Juli 1927 für das kurzlebige Label Black Patti Records („Someday, Sweetheart“, #8047) bekam er von dem Produzenten J. Mayo Williams Gelegenheit zu Einspielungen für Paramount und Brunswick Records; ferner nahm er 1929 mit King Mutt und dessen Tennessee Thumpers (u. a. mit Jimmy Blythe) für Gennett Records auf. Während seine 1927 aufgezeichneten Lieder noch stark vom Vaudeville beeinflusst waren, machte er mit seinen Aufnahmen von 1929 Anleihen beim Hokum, wie in den drei Versionen seines bekanntesten Songs „Somebody’s Been Using That Thing“ (1929, Brunswick Records 7063). Dieser Song wurde auch von Alex Hill und 1936 von Milton Brown (Decca 60610) aufgenommen und vor allem durch Tampa Red populär.
Bei seinen Einspielungen 1936 wirkten der Pianist Cripple Clarence Lofton und der Klarinettist Odell Rand mit, bei weiteren Aufnahmen der Pianist Frank Melrose („Pass the Jug“). Miller nahm sowohl unter eigenem Namen, etwa als Al Miller and His Market Street Boys oder als Al Miller and His Swing Stompers („Ain’t That a Mess?“, 1936) und Al Miller’s String Band als auch als Begleitmusiker auf, u. a. für Cripple Clarence Lofton (1936) und die Sänger Red Nelson Wilborn, Luella Miller (1928) und Mozelle Alderson (1927).
Sein Songtitel „Thirty First & State“ spielt auf das frühere Chicagoer Unterhaltungsviertel in der South Side an, mit Zeilen wie The best looking woman that I ever saw / Are runnin’ round corners, dodgin' the law und You can get a get a nose full of coke and a belly full of booze. Voll sexueller Anspielungen ist Millers Song „I Found Your Keyhole“ von 1929 (Brunswick 7088).
I found your keyhole, baby, but my key just won’t go in.

I twist it to the east, I twist it to the west, now it’s beginning to bend.

Now, my key’s too big, or your keyhole ist too small.

They just won’t work, now, baby, that’s all.
Nach Ansicht von Allmusic-Autor Arwulf Arwulf verband Al Miller in seinem Spiel Elemente von Countrymusik, Blues und Jazz, eine Spielweise, die sich dann ab Mitte der 1930er-Jahre im Western Swing manifestierte; Arwulf vergleicht sein Mandolinenspiel mit dem von Charlie McCoy, Yank Rachell, Charlie Burse und Peg Leg Howell.
Der Gitarrist Al Miller ist nicht mit dem gleichnamigen Chicagoer Blues-Harmonikaspieler, der seit den 1960er-Jahren aktiv ist, zu verwechseln.

## Diskographische Hinweise
- Complete Recorded Works in Chronological Order 1927–1936 (Document Records, ed. 1994)
- Negro String Band Music 1927–1936 (Limited Edition Records)